# Sexaginta Prista Bay
Die Sexaginta Prista Bay (englisch; bulgarisch залив Сексагинта Приста saliw Seksaginta Prista) ist eine 6,5 km breite und 4 km lange Bucht an der Oskar-II.-Küste des Grahamlands auf der Antarktischen Halbinsel. Sie liegt als Nebenbucht des Exasperation Inlet südwestlich des Delusion Point und nordöstlich des Radovene Point. Die Bucht entstand infolge des Auseinanderbrechens des Larsen-Schelfeises im Jahr 2002 und des sich daran anschließenden Rückzugs des Mapple-Gletschers.
Vermessungen der Bucht erfolgten im Jahr 2012. Die bulgarische Kommission für Antarktische Geographische Namen benannte sie 2013 nach der Römersiedlung Sexaginta Prista, die heute im Stadtgebiet von Russe im Nordosten Bulgariens liegt.